# 盧亭

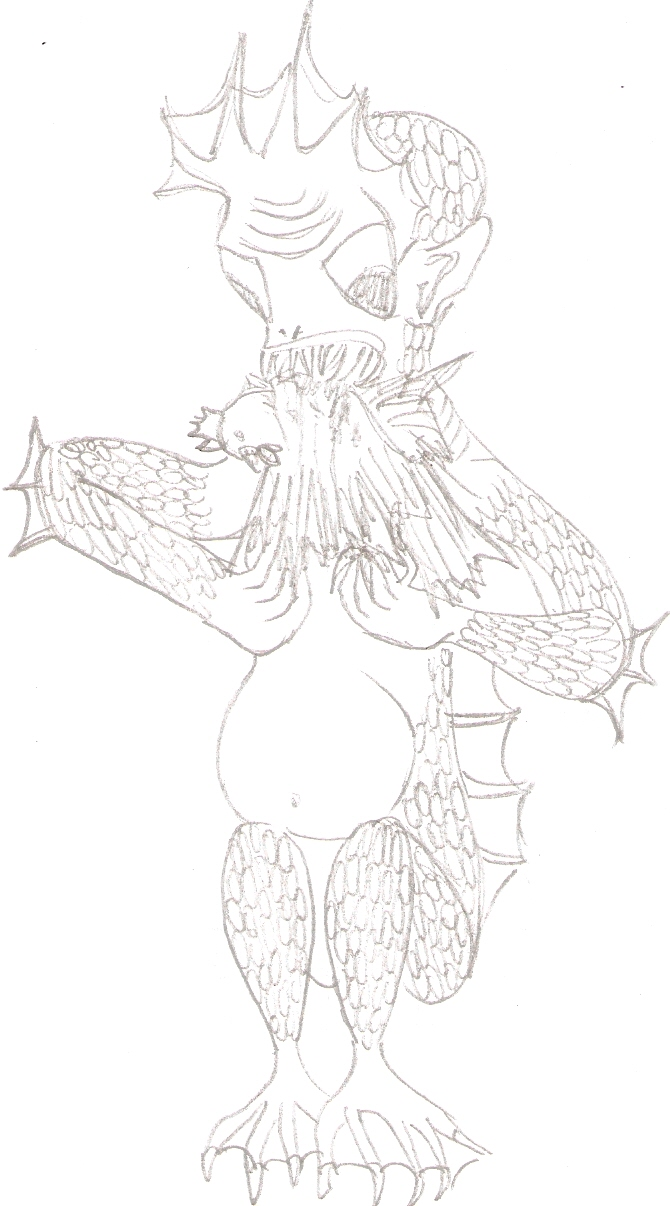
盧亨魚人活動貌模擬繪圖

盧亭（又稱為盧餘、盧亨魚人、盧亭魚人）是傳說中的一種半人半魚的生物，為中國東晉年間地方民變首領盧循之後，居於香港大奚山上（大奚山為今大嶼山和香港島等島嶼的合稱），是一個於香港大澳及珠海萬山群島一帶出沒的神秘族群。有關於他們的神秘傳說，從東晉一直到現今都有流傳。所謂的「盧亨魚人」或「盧亭魚人」，都是一些外貌與一般人有異的人，在香港的傳說指他們的身上長有鱗片，而且愛吸雞血。有時會用漁獲與大澳的居民換雞，亦有時潛入農家偷雞。

## 古文獻記載
早在東晉時就已有記載有關「盧亭人」的說法，不過有關這些盧亭人的描述，與今日有關「盧亨魚人」的傳說不同。因此雖說「盧亨魚人」其實是「盧亭魚人」的一字之轉，但有關說法未有得到證實。
唐朝劉恂《嶺表錄異》卷上：「盧亭者，盧循昔據廣州，既敗，餘黨奔入海島，野居，惟食蠔蠣，疊殼為牆壁。」
宋朝周去非《嶺外代答·外國門下·蜑蠻》：「廣州有蜑一種，名曰盧停，善水戰。」
明朝蔡汝賢《嶺海續聞》：「盧亭，人屬，胎生，黃睛，短髮。出沒海洋，以魚蝦為食。惟雄者後有小尾，長寸餘；其牝牡則人也。語侏𠌯，不可辨。蛋人諳其性，得其小者育之，衣以樹皮、木葉，長令捕魚、採珠、取珊瑚，極便捷。其性專慤，與山犺等。乃身腥穢，不可近。嘉靖間，備倭黑孟陽捕海寇，得一於舟中，呈解粵省；因食火食，死焉。識者謂為盧亭。無乃鮫人之類也乎？（能伏水一、二月。正德間香山漁者罾中曾獲一人。）」
明朝顧炎武著《天下郡國利病書》：「晋賊盧循敗入廣，從舟逃居水上，久之，無所得衣食，生子皆赤體，謂之盧亭。嘗下海捕魚為充食，其人能於水中伏三四日不死，盡化為魚類也。」
清朝筆記《廣東新語·鱗語》：「有盧亭者，新安大魚山與南亭竹沒老萬山多有之。其長如人，有牝牡，毛髮焦黃而短，眼睛亦黃，而黧黑，尾長寸許，見人則驚怖入水，往往隨波飄至，人以為怪，競逐之。有得其牝者，與之媱，不能言語，惟笑而已，久之能著衣食五穀，攜之大魚山，仍沒入水，蓋人魚之無害於人者。」
清朝東莞人鄧淳著《嶺南叢述·諸蠻》：「大奚山，三十六嶼，在莞邑海中，水邊岩穴，多居蜑蠻種類，或傳係晉海盜盧循遺種，今名盧亭，亦曰盧餘，似人非人，獸形鳺舌，椎䯻裸體。」

## 盧亭一族的末裔
盧亭一族，据传居於大奚山上，本來與漢人少有来往。南宋慶元三年，广东茶盐提举徐安国查捕販賣私鹽，引發大奚山鹽民起義，招致官府出兵攻剿“作乱”的島民。或曰此即卢亭人，而倖存者為今日蜑家人的始祖。

## 當代文化現象

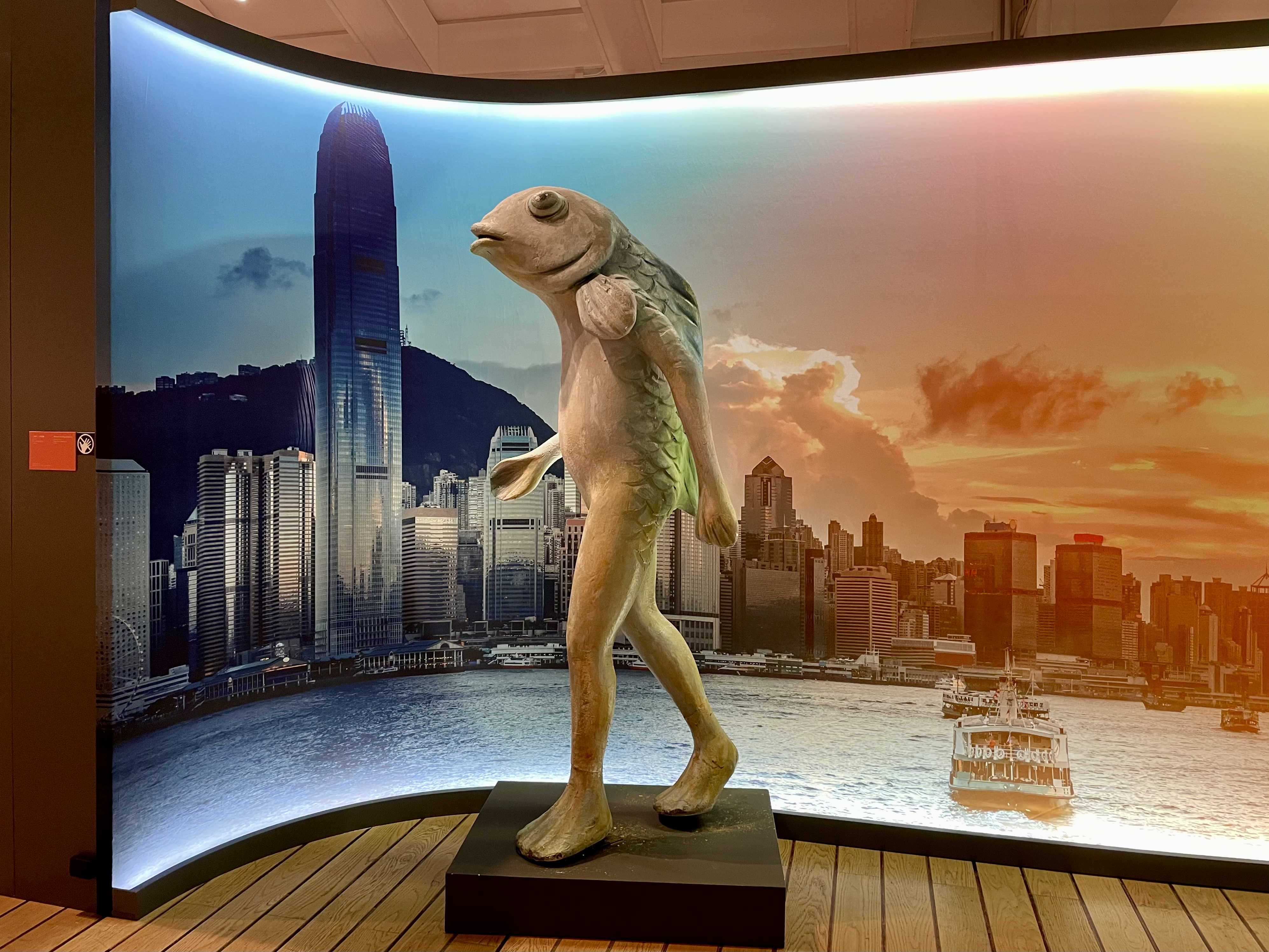
藝術家姜志名1998年所製盧亭塑像，修復後於香港海事博物館短暫展出

- 《香港三世書（英语：Hong Kong Reincarnated – New Lo Ting Archaeological Find）》展覽系列：1997-1999年，香港藝術中心主辦，何慶基策展，在香港重要轉變時期，以「盧亭」代表港人祖先，從本土神話重構香港歷史。
- 《漁港夢百年》、《盧亭》話劇系列：始自2014年；以「盧亭」做主角，天邊外劇場製作。
- 《一九八四，盧亭的告別》：詩人廖偉棠的短詩， 以「盧亭」隱喻香港。收錄於《櫻桃與金剛》（香港：牛津，2017）。
- 《美人魚》：2016年電影，片中美人魚家族的原型來自「盧亭」。
- 《三夫》：2019年電影，陳果導演，片中提及主角「小妹」（曾美慧孜飾）可能是盧亭化身[3]。
- 《十二傳說》：2019年無綫電視劇集，單元「盧亭魚人殺人事件」（第11-13集）以盧亭傳說為題材。
- 《眾神的大陸》：2019年VIU TV旅遊節目第5集「香港 - 盧亭魚人」，記錄盧亭的傳説。
- 《帆檣匯港：世貿千年》：2021年6月3日至8月12日香港海事博物館舉行的專題展覽，闡述香港新石器時代到現代約6,000年的海事故事。[4]
- 《虛空龐克通勝工作坊 》：2024年7月6日至7月12日香港逸東酒店驕傲月《擁抱圓缺》[5]，舉行的虛空龐克通專題作坊中，[6]當中有參加者以盧亭化身作為其非人類化身。[3]

## 外部連結
- 亞洲藝術文獻庫 - 藝術事件資料庫《香港三世書之再世書：盧亭考古新發現》